# نهر ينسي

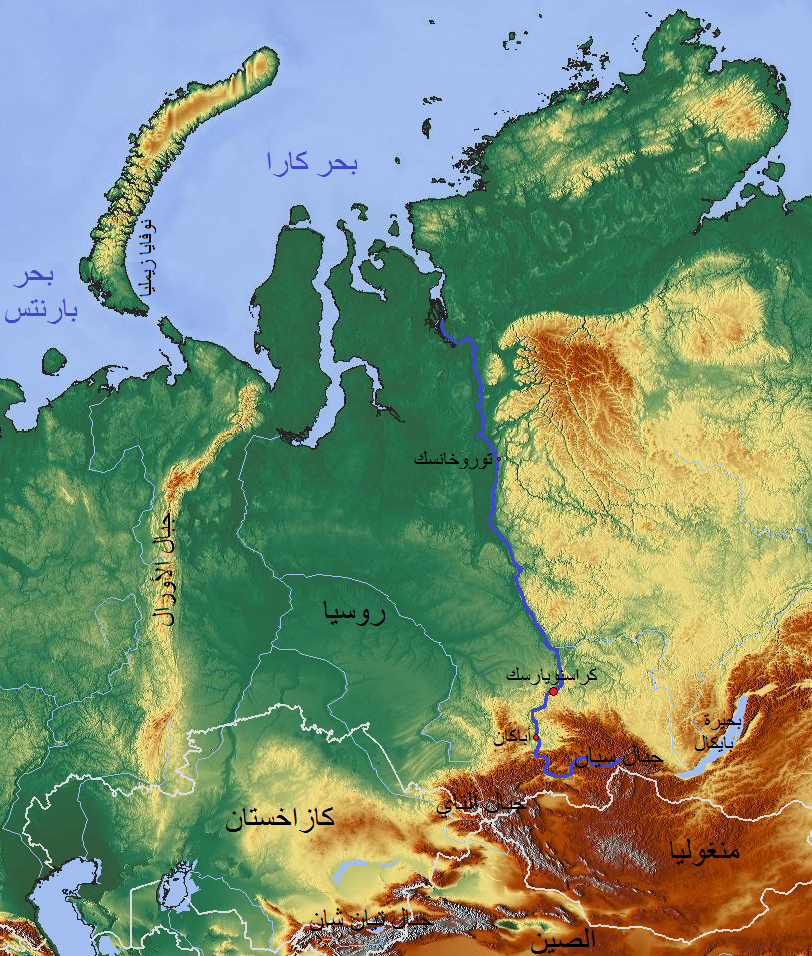
مجرى نهر ينسي

نهر ينسي أحد ثلاثة أكبر أنهار سيبيريا (مع نهر أوبي غرباً ونهر لينا شرقاً)، يبلغ طوله 5539 كيلو متر ومساحة مسطحه المائي 2620000 كيلو متر مربع . منبعه الرئيسي يقع في جبال سيان (جنوب سيبيريا), بينما منبعه الثانوي يقع بالقرب من بحيرة خوفسغول في شمال شرقي منغوليا . يصب نهر ينسي في بحر كارا بالقرب من المحيط القطبي الشمالي بتدفق متوسط يقارب 20 ألف متر مكعب في الثانية. أكبر المدن الواقعة على ضفافه مدينة كراسنويارسك و أكبر روافده نهر أنغارة، حيث يشكل مع هذا الاخير خامس أطول نهر في العالم وطوله 5075
النهر صالح للملاحة على طول 2900 كم انطلاقاً من مصبه، لكنه متجمد معظم شهور العام، حيث تكون مياهه حرة من الجليد 155 يوما قي السنة فقط ببلدة توروخانسك الواقعة على بعد 814 كم من مصبه، بينما يرتفع هذا المعدل إلى 196 يوما قي السنة بمدينة كراسنويارسك.
يتسم نهر ينسي كباقي الأنهار السيبيرية بفيضاناته الموسمية الهائلة، إذ انه يفيض مرتين سنويا :
- مرة خلال فصل الربيع : نتيجة لأرتفاع درجة الحرارة فيذوب الجليد و يسبب فيضان .
- مرة خلال فصل الصيف والخريف : نتيجة سقوط الأمطار الغزيرة اما باقي الشهور وخاصة الشتاء فأنه يكون متجمد .